# Гермогенова, Татьяна Анатольевна
Татьяна Анатольевна Гермогенова (10 апреля 1930, Москва — 27 февраля 2005, Москва) — советский и российский учёный (прикладная математика), лауреат Государственной премии СССР.

## Биография
Родилась в Москве, отец — физик и математик, мать — детский врач.
Окончила физфак МГУ (1947—1953) и его аспирантуру, в 1957 г. защитила кандидатскую диссертацию на тему «О решении уравнения переноса при сильно неизотропном рассеянии».
С 1956 г. и до последних дней работала в Институте прикладной математики АН СССР (РАН), зав. сектором.
Научные интересы — решение физических, математических и расчётных проблем теории переноса излучения нейтронов в реакторах, атмосферная оптика.
В 1962 году доказала, что при достаточно широких предположениях для уравнения переноса справедлив принцип максимума. Доказала, что множество физически реализуемых состояний поляризованного излучения в представлении Стокса-Пуанкаре составляет конус в соответствующем функциональном пространстве четырёхмерных вектор-функций (1978). Автор теории асимптотических приближений к решению уравнения переноса в оптически плотных плоских слоях (однородных и неоднородных).
Доктор физико-математических наук (1972), тема диссертации «Краевые задачи для уравнения переноса».

## Сочинения
- Локальные свойства решений уравнения переноса / Т. А. Гермогенова. — М.: Наука, 1986. — 271, [1] с.: ил.; 21 см.
- Избранные труды: [в трёх томах] / Т. А. Гермогенова; [составители: Л. П. Басс и др.]. — Москва: ИПМ им. М. В. Келдыша, 2017. — 21 см.

## Награды и премии
- Государственная премия СССР (1987) — за развитие математических методов теории переноса.

## Семья
- муж — Юрий Николаевич Днестровский — физик-теоретик, профессор МГУ, лауреат Государственной премии СССР (1981),
  - сын Алексей — физик, кандидат физико-математических наук,
  - дочь — гидробиолог.